# Habrobelus
Habrobelus là một chi bọ cánh cứng trong họ Belidae.